# Disma Marchese
Disma Marchese (Camogli, 12 dicembre 1844 – Acqui, 26 novembre 1925) è stato un vescovo cattolico italiano, vescovo di Acqui dal 1901 alla sua morte.

## Biografia
Disma Marchese nacque a Camogli il 12 dicembre 1844 da Zaverio e Teresa Costa, di umili origini. Fin dalla giovane età mostrò i segni di una vocazione ecclesiastica e, secondo la tradizione, tale vocazione fu confermata alla madre da una previsione del futuro santo Francesco Maria da Camporosso che vaticinò per il giovane Disma una robusta crescita, il sacerdozio e addirittura che avrebbe avuto modo di fare bene nella città dei fanghi.
Fu ordinato presbitero il 1º giugno 1868 nella cattedrale di San Lorenzo a Genova dall'arcivescovo Andrea Charvaz. In seguito divenne insegnante di matematica e letteratura nel seminario genovese e nel 1874 fu assegnato alla cattedra di dogmatica che mantenne fino alla sua nomina vescovile. Nel 1892 fu nominato canonico della cattedrale e successivamente provicario generale e delegato moniale.
Nominato vescovo da papa Leone XIII il 15 aprile 1901, venne consacrato il 23 giugno nella cattedrale di San Lorenzo dall'arcivescovo Tommaso Reggio e fece il suo ingresso solenne nella diocesi il 10 novembre.
Tra le prime azioni del vescovo ci fu quella di risanare i rapporti tra gli ecclesiastici causati dai dissidi tra il suo predecessore Pietro Balestra e il canonico don Pagella e inoltre riprese in mano il progetto del ricreatorio, voluto dal vescovo Sciandra, che entrò in attività nel 1905 per poi essere solennemente inaugurato due anni dopo.
Fu oggetto di attenzioni anche il seminario, anch'esso funestato dai dissidi della precedente gestione diocesana, con il vescovo che si rammaricava di non riuscire a stabilire un rapporto adeguato con i seminaristi. Riuscì però a risolvere questa situazione offrendo alcune sue lezioni e invitando ogni giovedì due seminaristi differenti a pranzare con lui in modo da poterli conoscere meglio.
In questo periodo dovette pure trovare sistemazione a due gruppi diversi di suore espulse dalla Francia: un gruppo venne ospitato a Cassine mentre l'altro si stabilì ad Acqui sotto il nome di "suore francesi".
Il 5 aprile 1902 annunciò la sua visita alla diocesi, che iniziò dalla cattedrale il 4 maggio e si concluse nel 1905.
Volle anche dotare la diocesi di un suo giornale stampato in loco dalla tipografia vescovile: l'11 aprile 1903 vedeva così la luce il settimanale L'Ancora, il cui nome di ispirazione marinara andava a sostituire il precedente Ordine - Periodico di Acqui stampato ad Alessandria.
Durante la prima guerra mondiale ebbe difficoltà come gli altri vescovi: dai sacerdoti chiamati alle armi all'assistenza dei disertori che bisognava convincere a tornare al fronte per evitargli la pena capitale passando per i vari profughi e sfollati.
Nonostante ancora imperversasse la guerra, il 1º giugno 1918 nella diocesi fu festeggiato il suo cinquantesimo anniversario dell'ordinazione sacerdotale e in questa occasione il suo ex allievo papa Benedetto XV lo nominò assistente al Soglio Pontificio.
Dagli anni venti la sua salute cominciò a venire meno e venne assistito nella sua attività pastorale da Lorenzo Delponte, vescovo titolare di Oropo e vescovo ausiliare di Acqui.
Il 26 novembre 1925 fu proprio Delponte a dare notizia della sua morte. Il funerale si svolse il 30 novembre e la salma fu tumulata nel cimitero cittadino; nel 1928 venne traslata nella cripta della cattedrale e posta al fianco dei resti del vescovo Sciandra.

## Genealogia episcopale e successione apostolica
La genealogia episcopale è:
- Cardinale Scipione Rebiba
- Cardinale Giulio Antonio Santori
- Cardinale Girolamo Bernerio, O.P.
- Arcivescovo Galeazzo Sanvitale
- Cardinale Ludovico Ludovisi
- Cardinale Luigi Caetani
- Cardinale Ulderico Carpegna
- Cardinale Paluzzo Paluzzi Altieri degli Albertoni
- Papa Benedetto XIII
- Papa Benedetto XIV
- Cardinale Enrico Enriquez
- Arcivescovo Manuel Quintano Bonifaz
- Cardinale Buenaventura Córdoba Espinosa de la Cerda
- Cardinale Giuseppe Maria Doria Pamphilj
- Papa Pio VIII
- Papa Pio IX
- Cardinale Gustav Adolf von Hohenlohe-Schillingsfürst
- Arcivescovo Salvatore Magnasco
- Arcivescovo Tommaso Reggio
- Vescovo Disma Marchese

La successione apostolica è:
- Vescovo Emanuele Mignone (1909)
- Arcivescovo Giacomo Ghio (1912)